# 布萊克伍德 (北卡羅萊納州)
布萊克伍德（英語：Blackwood）是位於美國北卡羅萊納州奧蘭治縣的非建制地區。

## 歷史
布萊克伍德的郵局於1883年設立，其後於1927年停運。

## 地理
布萊克伍德所處的海拔為高於海平面147米（即482英呎），而該地所採用的時區為UTC-5，即北美东部时区（EST）。同時該地設有夏令時間，為UTC-5調快一小時，即UTC-4（EDT）。